# خوسيه كارلوس برييتو
خوسيه كارلوس برييتو (بالإسبانية: José Carlos Prieto Rojas)‏ هو لاعب كرة قدم تشيلي في مركز الوسط، ولد في 22 نوفمبر 1989 في إيكويكو في تشيلي. لعب مع ديبورتيس إيكيكي.

## وصلات خارجية
- خوسيه كارلوس برييتو على موقع قاعدة بيانات كرة القدم.إي يو (الإنجليزية)
- خوسيه كارلوس برييتو على موقع Soccerway.com (الإنجليزية)